# Horyzont (program telewizyjny)
Horyzont – program publicystyczny o tematyce międzynarodowej nadawany w latach 2006–2020 oraz ponownie w 2022 jako wydania specjalne w TVN24. Od 2020 program jest nadawany w TVN24 BiS. Program prowadzi Jacek Stawiski. Do 21 grudnia 2019 prowadzącym był również Maciej Wierzyński. Zastąpił magazyn o podobnej tematyce – Cały ten świat.
Program koncentruje się na szczegółowym omówieniu najważniejszych wydarzeń światowych z minionego tygodnia. Każdy odcinek poświęcony jest trzem kluczowym zdarzeniom, które są analizowane przez ekspertów z danej dziedziny, aby pomóc widzom zrozumieć ich globalne znaczenie. Komentarze ekspertów poprzedza krótki reportaż filmowy, który wprowadza do omawianego tematu, a całość uzupełnia komentarz prowadzącego.